# Фордевінд

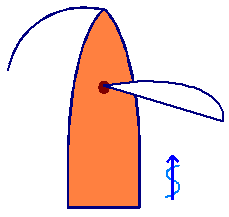
Фордевінд при русі під косим вітрилом на правому галсі.

Фордеві́нд (нід. voor de wind, нім. vor dem Wind — «за вітром»), розм. фордак — курс відносно вітру, при якому вітер дме у корму судна. Про вітрильник, що йде фордевіндом (за вітром), кажуть — «йде повним вітром», «йде у фордевінд» (розм. «на фордачка»). Кут між напрямом вітру і діаметральною площиною судна близько 180°. Фордевіндом також називають сам вітер, коли він дме в корму. Цей курс вимагає від стернового уваги і володіння мистецтвом керувати додатковими вітрилами (зазвичай це спінакер).
Вітрило при цьому курсі встановлюють перпендикулярно до напрямку вітру. Тяга створюється завдяки прямому тиску вітру на вітрило. Слабкий вітер на цьому курсі практично не відчувається, тому що швидкість вимпельного вітру дорівнює різниці швидкості істинного вітру і швидкості судна.

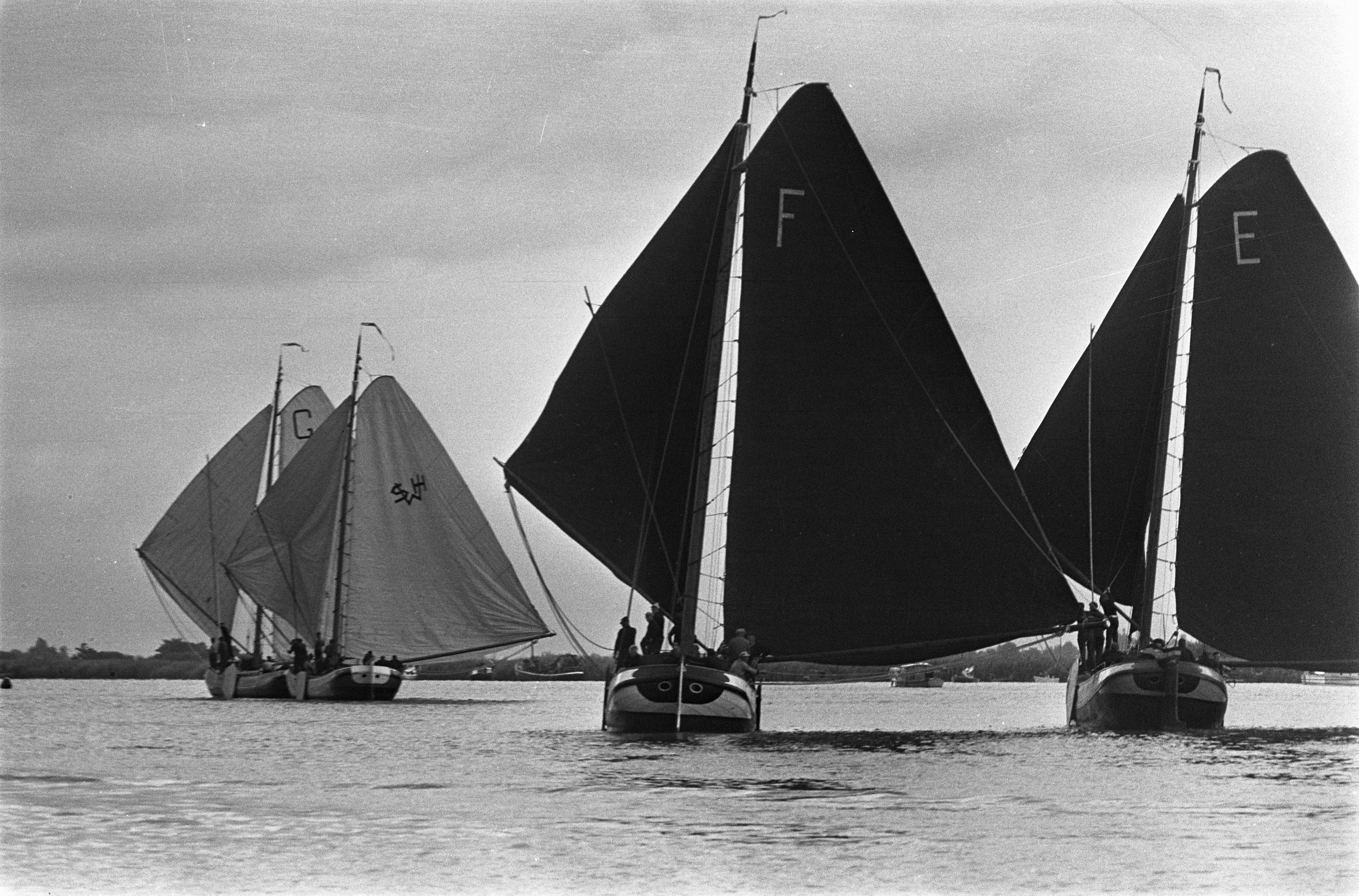
Скуче, що йдуть у фордевінд з розташуванням вітрил «метеликом»

Фордевінд — той самий «попутний вітер», якого бажають морякам, хоча у вітрильному спорті цей курс аж ніяк не найшвидший (ним є бакштаг). Крім того, коли вітер дме в корму, кормові вітрила створюють вітрову тінь переднім, що погіршує хід, особливо при прямому вітрильному озброєнні. При косому озброєнні можна рознести вітрила різних щогл на протилежні боки (на правому і лівому галсах), а на однощоглових суднах — встановити на протилежні борти стаксель і грот (так званим «метеликом»). При наявності спінакера використовують його.
Поворот через фордевінд — один з двох поворотів (зміна галса) вітрильника, при якому корма перетинає лінію напряму вітру. Для суден з косим оснащенням поворот фордевінд складніший від повороту «оверштаг» (при якому ніс перетинає лінію напряму вітру) і вимагає чітких дій команди при роботі з вітрилами. Команда подається з уточненням: «Приготуватися до повороту через фордевінд!», тоді як при повороті «оверштаг» капітан просто командує «Приготуватися до повороту!».